# Socha svatého Jana Nepomuckého (Hořiněves)
Socha svatého Jana Nepomuckého se nalézá u domu čp. 9 u silnice v obci Hořiněves v okrese Hradec Králové nedaleko od rodného domu Václava Hanky. Pískovcová socha pocházející z roku 1740 je dílem pocházejícím ze sochařské dílny Jiřího Pacáka. Barokní socha je chráněna jako kulturní památka ČR. Národní památkový ústav tuto sochu uvádí v katalogu památek pod rejstříkovým číslem ÚSKP 41962/6-618.

## Popis
Socha světce v životní velikosti je umístěna na trojbokém podstavci s volutovými pilastry v rozích. Podstavec je ukončen uprostřed půlkruhově vzedmutou římsou, na které stojí sokl s vlastní sochou světce. Na podstavci jsou mezi volutami umístěna nápisová pole s chronogramem. 
Sokl nesoucí sochu přechází v oblak s pěticípou hvězdou v popředí, na kterém stojí socha světce v tradičním ikonografickém pojetí. Svatý Jan Nepomucký je oblečen v kanovnickém rouchu, na hlavě má biret, v levé ruce drží na prsou krucifix, pravá visí podél těla. Postava je mírně předkloněna s pokrčenou levou nohou. 

## Galerie

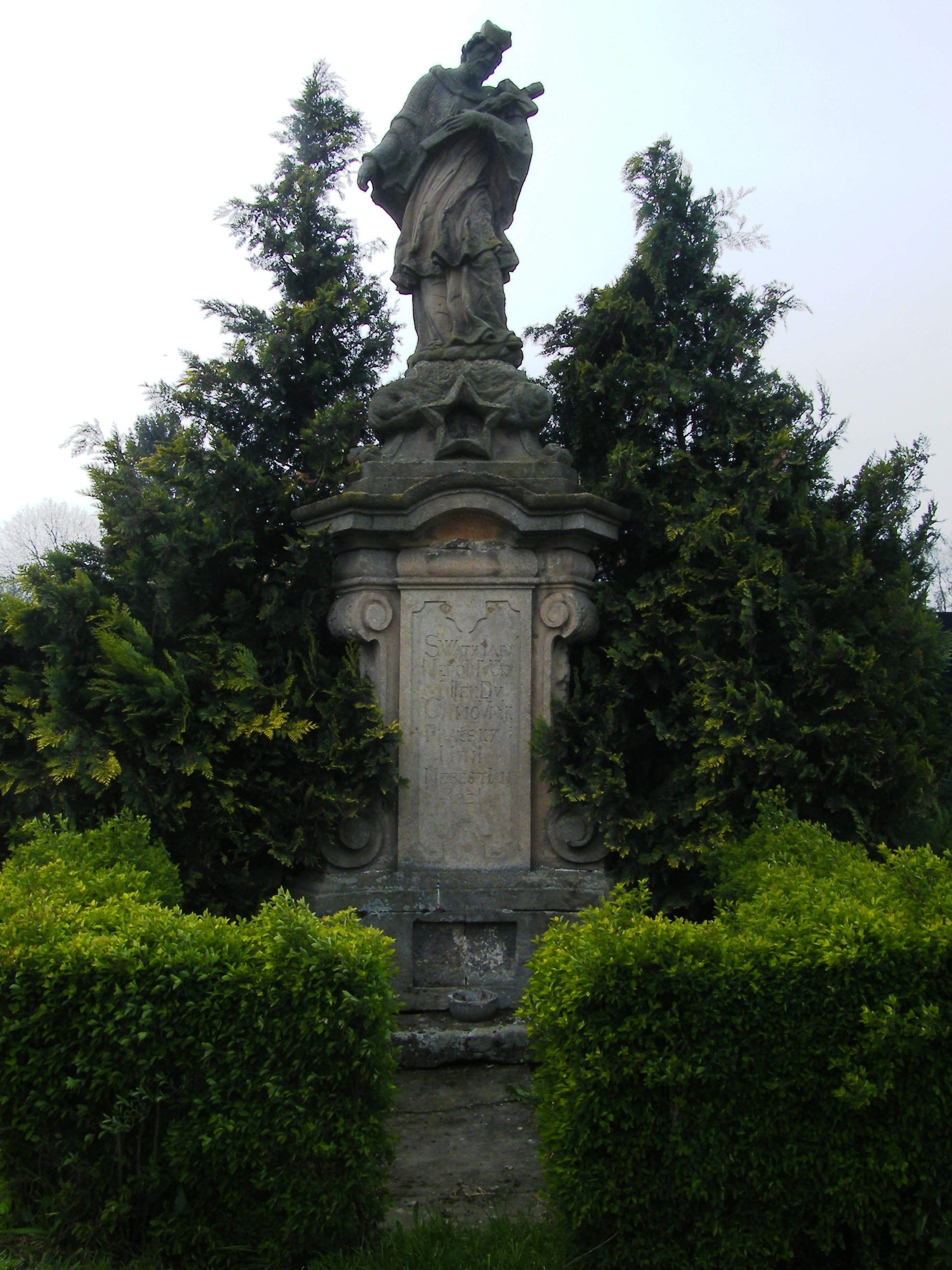
Socha svatého Jana Nepomuckého (Hořiněves)